# Raquel Argandoña
Raquel Eliana Argandoña de la Fuente (Santiago, 5 de diciembre de 1957) es una presentadora de televisión chilena.
Es conocida por su papel como La Quintrala en la serie de televisión homónima de 1987.

## Biografía
Nació el 5 de diciembre de 1957, en Santiago. Hija de Eduardo Argandoña L'Huillier (n. 1925-f. 2009) y de Raquel Eliana de la Fuente Honorato (n. 1927-f. 2021). Tiene una hermana, Liliana Argandoña. Durante su infancia, tuvo residencia en Recoleta (calle Purísima), y luego en Ñuñoa (Villa Presidente Frei).
Cursó sus estudios básicos en la Escuela Anexa a la Normal N.º 2 República del Paraguay, en Recoleta. Posteriormente, realizó sus estudios medios en el Liceo 7 de Niñas Luis Saavedra de González , en Providencia, y los finalizó en la jornada vespertina del Colegio San Ignacio.

## Vida personal
Argandoña ha estado involucrada sentimentalmente con el piloto de carreras Eliseo Salazar —lo conoció en 1982 y se casaron dos años más tarde; se separaron definitivamente en 1986, aunque la nulidad oficial la obtuvieron solo en septiembre de 2005—, el abogado Hernán Calderón —con quien tuvo dos hijos, Raquel (Kel) y Hernán (Nano) Calderón Argandoña. A fines de mayo de 2013 se le diagnosticó diabetes.

## Carrera profesional
En 1975 fue elegida "Miss Chile" y viajó a El Salvador a representar a Chile en el concurso "Miss Universo", no logró clasificar dentro de las 12 Semifinalistas, siendo ganadora la representante de Finlandia.
Entre 1974 y 1976, participó como modelo en Sábado gigante. El desplante que le hizo a su conductor, Mario Kreutzberger conocido como Don Francisco, motivó su salida del programa después de negarse a bailar con él. Raquel le dijo: "No pienso hacer el ridículo como tú". Tras su carrera como modelo, iría ganando nuevos espacios en la televisión chilena, hasta convertirse en la lectora de noticias de 60 minutos de Televisión Nacional de Chile a partir del 1 de junio de 1979, sin educación formal en periodismo.
Animó el Festival Internacional de la OTI en 1978 y fue invitada a España para conducir el estelar 300 Millones en 1980. También participó muy destacablemente en la miniserie La Quintrala de 1987, donde interpretó magistralmente a la terrateniente colonial chilena que maltrataba a sus esclavos Catalina de los Ríos y Lisperguer, conocida como La Quintrala, aportando con su temperamento fuerte y su belleza al desarrollo del personaje. Además, Raquel Argandoña trabajó en Televisa (México, 1987). El productor chileno Valentín Pimstein en Televisa, la pretendió convertir de heroína, sin embargo, este aseguró: "Era bonita y muy disciplinada, pero a ella le tiraba más Chile".
En 1989, cuando se desempeñaba como animadora de Martes 13, declaró a la revista Cosas que "tendría un hijo con o sin libreta", lo que causó su inmediata expulsión del canal católico. 
Desde el 15 de mayo de ese mismo año hasta el 30 de septiembre de 1990, condujo Noticias, programa informativo de TVN antecesor a 24 Horas. 
En 1992 presentó de los programas estelares Archivo Reservado y De Etiqueta en La Red. Tras estos programas, se alejó de la televisión.
En 2003, en calidad de celebridad invitada, protagonizó un tenso momento televisivo junto a Vivi Kreutzberger durante una emisión del programa Vértigo, transmitido por Canal 13.
En 2006, se unió como participante al programa de concursos El baile en TVN, presentado por Rafael Aranda y Karen Doggenweiler.
En marzo de 2007, Argandoña regresó de forma estable a la televisión tras varios años de ausencia desde 1992, integrándose como panelista en la sección de espectáculos del matinal Buenos días a todos, conducido por Felipe Camiroaga y Tonka Tomicic. No obstante, luego de un conflicto con Tomicic, en noviembre del mismo año firmó con Canal 13 para retomar su rol como presentadora.
Entre 2008 y 2009 lideró espacios como La movida del festival y Vértigo, junto a Luis Jara,  además de conducir los realities 1810 y 1910.  En diciembre de 2009 finalizó su vínculo con la cadena, tras el arribo de Tomicic.
En abril de 2010 se reincorporó a Buenos días a todos en el mismo rol anterior, permaneciendo en el programa hasta el 28 de febrero de 2014.
En 2012 protagonizó, junto a su hija Kel Calderón, el controvertido reality Las Argandoña. En febrero de 2014 no logró llegar a un acuerdo con TVN para continuar al interior de la cadena.
En 2016 retomó su carrera mediática como panelista del programa Maldita moda, de Chilevisión.
En 2017 se incorporó al matinal Bienvenidos de Canal 13, donde se desempeñó como panelista, hasta su desvinculación el 31 de mayo de 2019. El 12 de agosto del mismo año, regresó al mismo espacio en calidad de coanimadora, cargo que ejerció hasta noviembre de 2021.
Entre marzo y diciembre de 2022, se desempeñó como panelista de espectáculos de Zona de estrellas, de Zona Latina.  En diciembre de 2022, asumió junto a José Miguel Viñuela como presentadores del magacín Tal cual, de TV+.

## Imagen pública
Argandoña se ha caracterizado por su temperamento fuerte y confrontacional con sus pares en la televisión, lo que le ha generado tanto simpatías como antipatías por parte del público. Sin embargo, ha sido uno de los rostros femeninos más vigentes y recurrentes en la televisión chilena desde 1970.
Durante su carrera televisa ha sido rostros de múltiples marcas como: Sedal Plus, Pisco Capel, Pamela Grant y Mingo.

## Controversias
En julio de 2012 su hijo Hernán —que a sus 15 años se fue a vivir con su padre— publicó en Twitter que Raquel no es una buena madre y que solo "le interesa la plata de los programas y lo que la gente dice de ella". Al mes siguiente, Argandoña fue criticada por los defensores de los animales después de que usara pieles en una de las presentaciones de Las indomables.

## Filmografía

### Principales
- 1975–1976: Sábado gigante (como modelo)
- 1977: Primera edición (como presentadora)
- 1978: Visión noticiosa (como presentadora)
- 1978: Festival de la OTI (como presentadora)
- 1979–1981: 60 minutos (como presentadora)
- 1980: 300 Millones (como presentadora)
- 1981: XXII Festival Internacional de la Canción de Viña del Mar (como jueza)
- 1982: Raquel y César Antonio presentan (como presentadora)
- 1984–1985: Panorama (como presentadora)
- 1985: Recital (como presentadora)
- 1988: Martes 13 (como presentadora)
- 1989–1990: Noticias (como presentadora)
- 1989: Chile elige (como presentadora)
- 1989: La hora de... (como panelista)
- 1992: Archivo reservado (como presentadora)
- 1992: De etiqueta (como presentadora)
- 2006: El baile en TVN (como concursante)
- 2007: Buenos días a todos como (como panelista)[34]
- 2008–2009: La movida del festival (como presentadora)
- 2008: Vértigo (como presentadora)
- 2009: 1810 (reality) (como presentadora)
- 2009: 1910 (reality) (como presentadora)
- 2010–2014: Buenos días a todos (como panelista)[35]
- 2012: El mejor de Chile (como jueza)
- 2012: Las Argandoña (como protagonista)[36]
- 2016: Maldita moda (como panelista)
- 2017: La movida del festival (como panelista)
- 2017–2021: Bienvenidos (como panelista)
- 2020: Échale la culpa a Viña (como panelista)
- 2020: Bailando por un sueño (como jueza)[37]
- 2022: Zona de estrellas como (como panelista)[38]
- 2022– Tal cual (como presentadora)[39]

### Invitada y especiales
- 1978: Noche de gigantes
- 1978: Esta noche fiesta
- 1980: Nuestra hora
- 1981: Matrimonio Real
- 1981: Viña en el Mar
- 1987: Miss Chile
- 1988: Sábado gigante
- 1988: Una vez más
- 1994: Hablemos de...
- 1996: De pé a pá
- 1997: Embrujada
- 1997: De pé a pá
- 1999: Viva el lunes
- 1999: La noche de Cecilia
- 2000: Nace una estrella
- 2000: Viva el lunes
- 2002: Noche de juegos
- 2003: Por fin es lunes
- 2003: Vértigo
- 2004: SQP
- 2004: Vértigo
- 2006: El reality del humor
- 2006: Mucho Lucho
- 2006: Vértigo
- 2007: Gigantes con Vivi[40]
- 2008: Animal nocturno
- 2009: Alfombra roja
- 2009: Chile, país de talentos
- 2009: TV o no TV
- 2009: TVN 40 años
- 2010: Halcón y camaleón
- 2011: Fruto prohibido
- 2012: Adopta un famoso
- 2012: Los Méndez
- 2013: Vértigo
- 2014: Menú
- 2014: Mentiras verdaderas
- 2015: Más vale tarde
- 2016: Kamaleón: El show de Kramer
- 2017: Vértigo
- 2017: Diana
- 2017: El momento de la verdad
- 2018: Llegó tu hora[41]
- 2021: Los 2000
- 2021: ¿Quien es la máscara?
- 2022: PH. Podemos hablar
- 2022: La divina comida
- 2024: PH: Podemos hablar
- 2025: Only fama
- 2025: Only friends

### Ficción
- 1987: La Quintrala como Catalina de los Rios y Lisperguer

## Carrera política
Argandoña fue alcaldesa de la comuna de Pelarco, en la provincia de Talca, durante el periodo 2000-2004, como independiente por el partido de centroderecha Renovación Nacional (RN). También postuló para alcaldesa y diputada (RN) por la comuna de San Joaquín, sin éxito.

### Elecciones municipales de 1996
Alcaldía de la comuna de Pelarco
| Candidato                     | Partido   | Votos | %      | Resultado |
| Bonifacio Correa Echenique    | UDI       | 1197  | 27,16% | Alcalde   |
| Raquel Argandoña De La Fuente | Indep. RN | 1180  | 26,78% | Concejal  |
| Mario Contreras Loyola        | DC        | 570   | 12,93% | Concejal  |
| Rolando González Rojas        | PPD       | 480   | 10,89% | Concejal  |
| Carlos Verdugo Neira          | DC        | 252   | 5,70%  |           |
| Víctor Tonelli Astorga        | PRSD      | 175   | 3,97%  |           |

### Elecciones municipales de 2000
Alcaldía de la comuna de Pelarco
| Candidato                     | Partido   | Votos | %      | Resultado |
| Raquel Argandoña De La Fuente | Indep. RN | 2139  | 45,98% | Alcaldesa |
| Bonifacio Correa Echenique    | UDI       | 1384  | 29,75% | Concejal  |
| Mario Contreras Loyola        | DC        | 400   | 8,60%  | Concejal  |
| Rolando González Rojas        | PPD       | 303   | 6,51%  |           |
| Carlos Verdugo Pérez          | DC        | 182   | 3,91%  |           |
| Elizabeth Orellana Varas      | ILC       | 84    | 1,81%  | Concejal  |

### Elecciones municipales de 2004
Alcaldía de la comuna de San Joaquín
| Candidato                     | Partido   | Votos  | %      | Resultado |
| Sergio Echeverría García      | PPD       | 25 063 | 53,10% | Alcalde   |
| Raquel Argandoña De La Fuente | Indep. RN | 17 384 | 36,83% |           |
| José Benito Ormeño Díaz       | PH        | 4754   | 10,07% |           |

### Elecciones parlamentarias de 2005
Diputado por el Distrito 25 (La Granja, Macul y San Joaquín), Región Metropolitana
| Candidato                     | Partido   | Votos  | %      | Resultado |
| Ximena Vidal Lázaro           | PPD       | 52 745 | 33,81% | Diputada  |
| Marcelo Ortiz Aravena         | PDC       | 32 614 | 20,90% |           |
| Felipe Salaberry Soto         | UDI       | 30 109 | 19,30% | Diputado  |
| Raquel Argandoña De La Fuente | Indep. RN | 21 958 | 14,07% |           |
| Amaro Labra Sepúlveda         | PC        | 12 998 | 8,33%  |           |
| Juan Enrique Prieto Urzúa     | PH        | 5600   | 3,59%  |           |

## Posesión del título
| Predecesor: Rebeca González Ramírez | Candidata a Miss Universo por Chile 1975 | Sucesor: Verónica Sommer Mayer |